# 新川囃子
新川はやし（しんかわはやし）は、茨城県土浦市の土浦八坂神社祇園祭などで演奏される祭囃子。

## 概要
昭和51年（1976年）に新川はやし新城組が発足。以後、土浦市に5団体牛久市に1団体の計6団体で構成されている囃子団体。

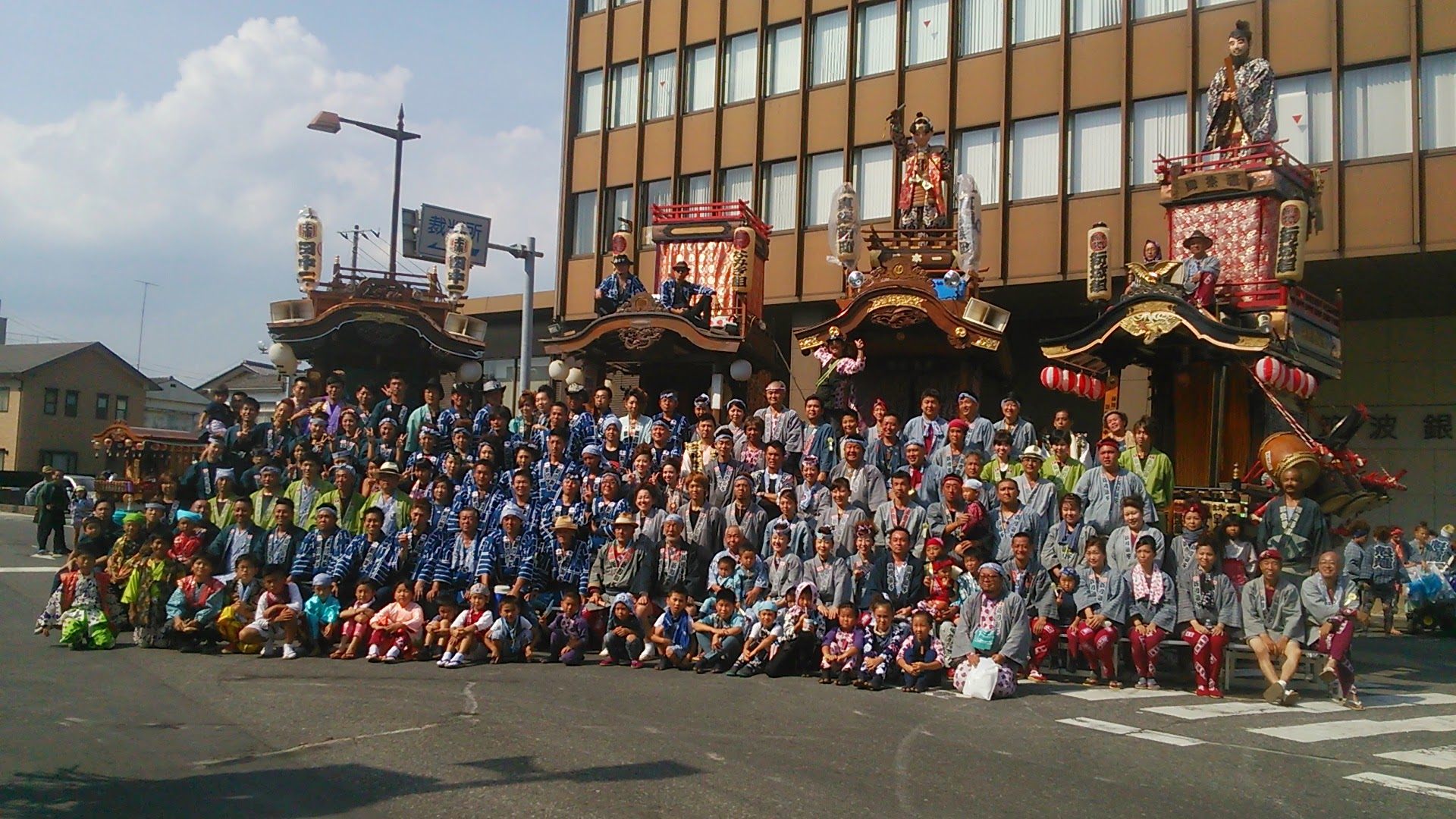
土浦キララ祭りでの新川囃子連合集合写真。

茨城県阿見町君島芸能保存会から手解きを受け、親元を君島芸能保存会とし、独自の新川囃子として進むようにとお墨付きを頂き新川囃子新城組を発足。

## 名前の由来
発足当時の発起人が土浦市を流れる新川を境に居住していたことから囃子名を新川囃子と命名
土浦城と城北町の城を取り込み、新たなお囃子として新城組と称し新川囃子新城組を結成

## 新川囃子連合
新川囃子新城組発足後、土浦市に以後4団体、茨城県牛久市に1団体の計6団体で構成されるお囃子団体

## 沿革
- 昭和51年（1976年） - 新川囃子新城組発足
- 昭和61年（1986年） - 新川囃子新友組発足
- 平成8年（1996年） - 新川囃子なみき組、新川囃子壹番組発足
- 平成20年（2008年） - 新川囃子道神組、新川囃子幸友組発足